# Nécropole de Pedreirinha
La nécropole de Pedreirinha est un site archéologique composé d'un ensemble de quatre tombeaux, probablement construits au Haut Moyen Âge. Elle est située dans la freguesia de São Bartolomeu de Messines, sur le territoire de la municipalité de Silves (district de Faro, Portugal). 
Le site est classé Immeuble d'intérêt municipal (Catégorie SIM) depuis 2016 .

## Historique
La nécropole a dû être utilisé au début du Moyen Âge, probablement construit par une communauté qui profitait des sols fertiles fournis par le ravin de Baralha et de la proximité de la chaîne de montagnes, qui fournissait nourriture et bois.
Les découvertes archéologiques dans les environs suggèrent cependant une occupation humaine beaucoup plus ancienne du site. Des pièces préhistoriques y ont été trouvées, comme une épingle de meule, une hache en pierre polie et une hache de Mira, cette dernière un peu plus loin. Dans les environs, il y a des traces d'un possible tumulus néolithique, et d'autres traces d'occupation pendant la période romaine, dans lesquelles des fragments de poterie commune, de terre sigillée et de construction, plusieurs pierres de grès qui pourraient faire partie d'une structure, et un grand four à chaux ont été trouvés.

## Description
Le site se compose de quatre tombes creusées dans deux affleurement de grès de Silves du Trias. Le groupe principal est composé de trois tombes très proches, de plan rectangulaire ou subtrapézoïdal , dont deux sont destinées aux adultes et une à un enfant. À proximité, plus bas, se trouve la quatrième tombe, de forme ovale, avec un centre plus large que la tête et les pieds. Il ne reste aucune trace des couvertures des tombes, et aucune découverte correspondant aux tombes n'a été faite. 
Le site fait partie du circuit archéologique de Vilarinha, qui comprend également la nécropole de Forneca et la nécropole de Carrasqueira, ainsi que l'Alinhamento da Vilarinha (pt) (complexe de menhirs de Vilarinha).

## Galerie

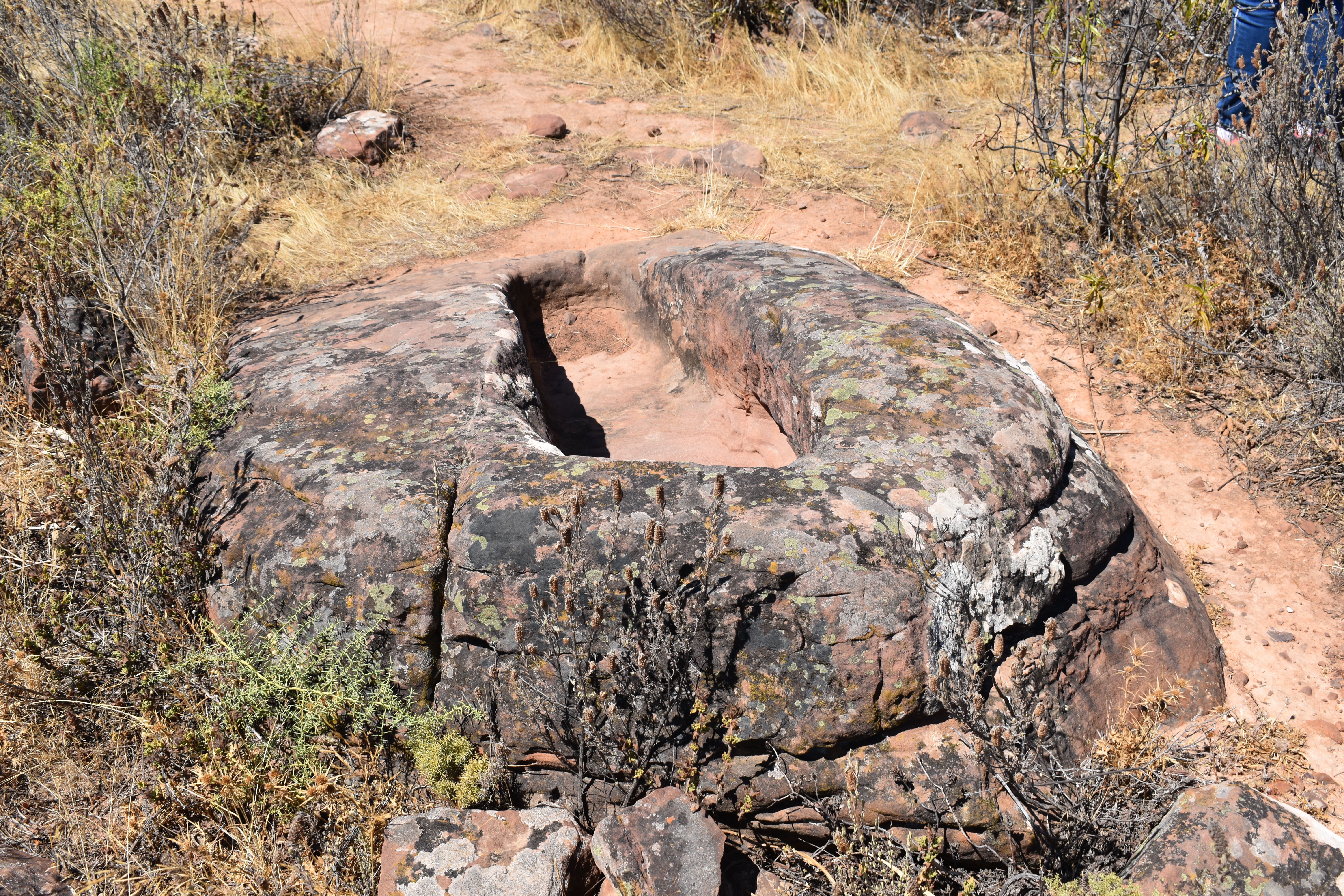
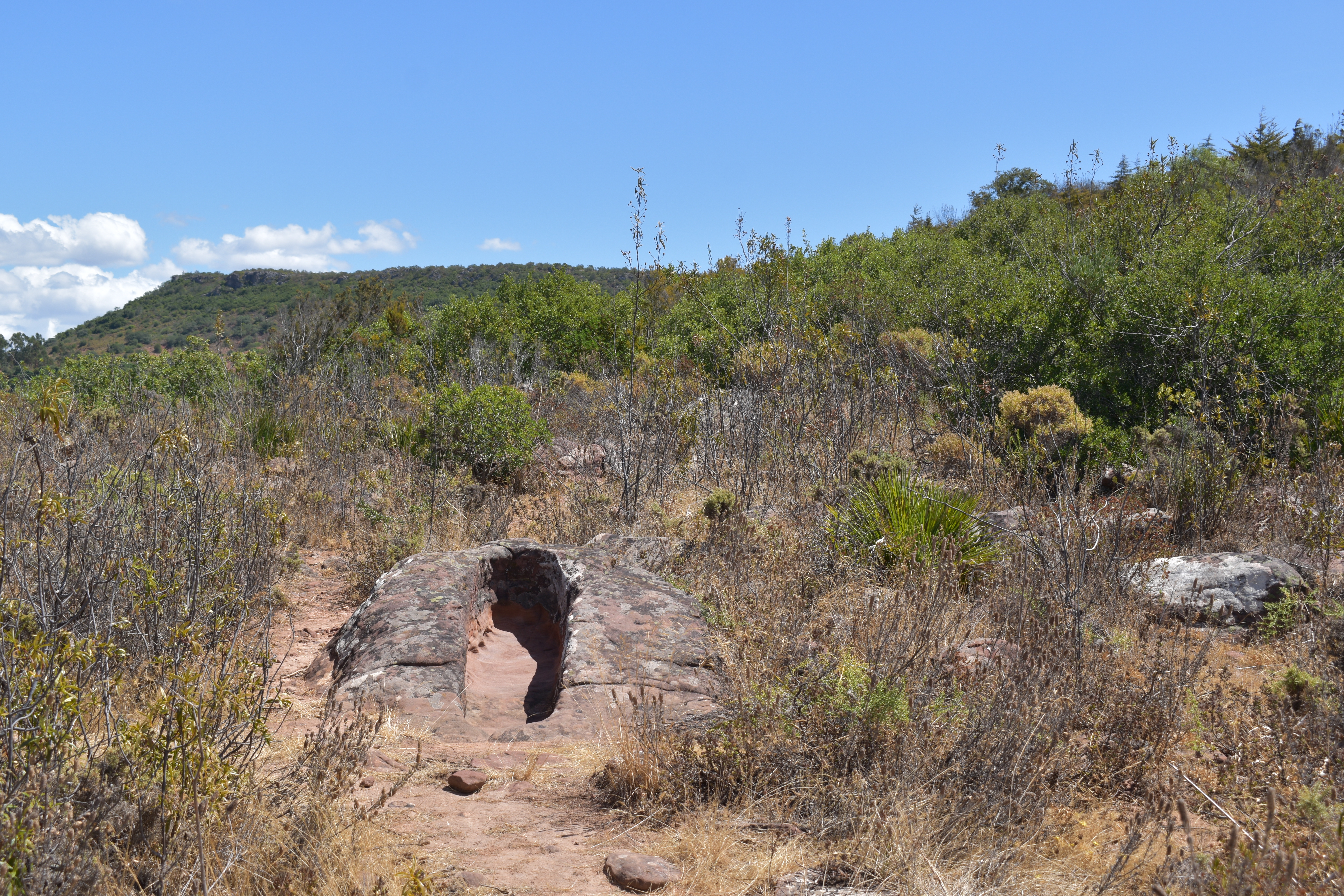